# Villacil
Villacil es una localidad española, perteneciente al municipio de Valdefresno, en la provincia de León y la comarca de La Sobarriba, en la Comunidad Autónoma de Castilla y León.
Los terrenos de Villacil limitan con los de Carbajosa al norte, Villalboñe al noreste, Solanilla al este, Navafría al sureste, Villaseca de la Sobarriba al sur, Valdefresno y Tendal al suroeste y Villavente al oeste.
Perteneció a la antigua Hermandad de La Sobarriba.